# Arnhemia cryptantha
Arnhemia cryptantha är en tibastväxtart som beskrevs av H.K. Airy Shaw. Arnhemia cryptantha ingår i släktet Arnhemia och familjen tibastväxter. Inga underarter finns listade i Catalogue of Life.